# Dança das cadeiras

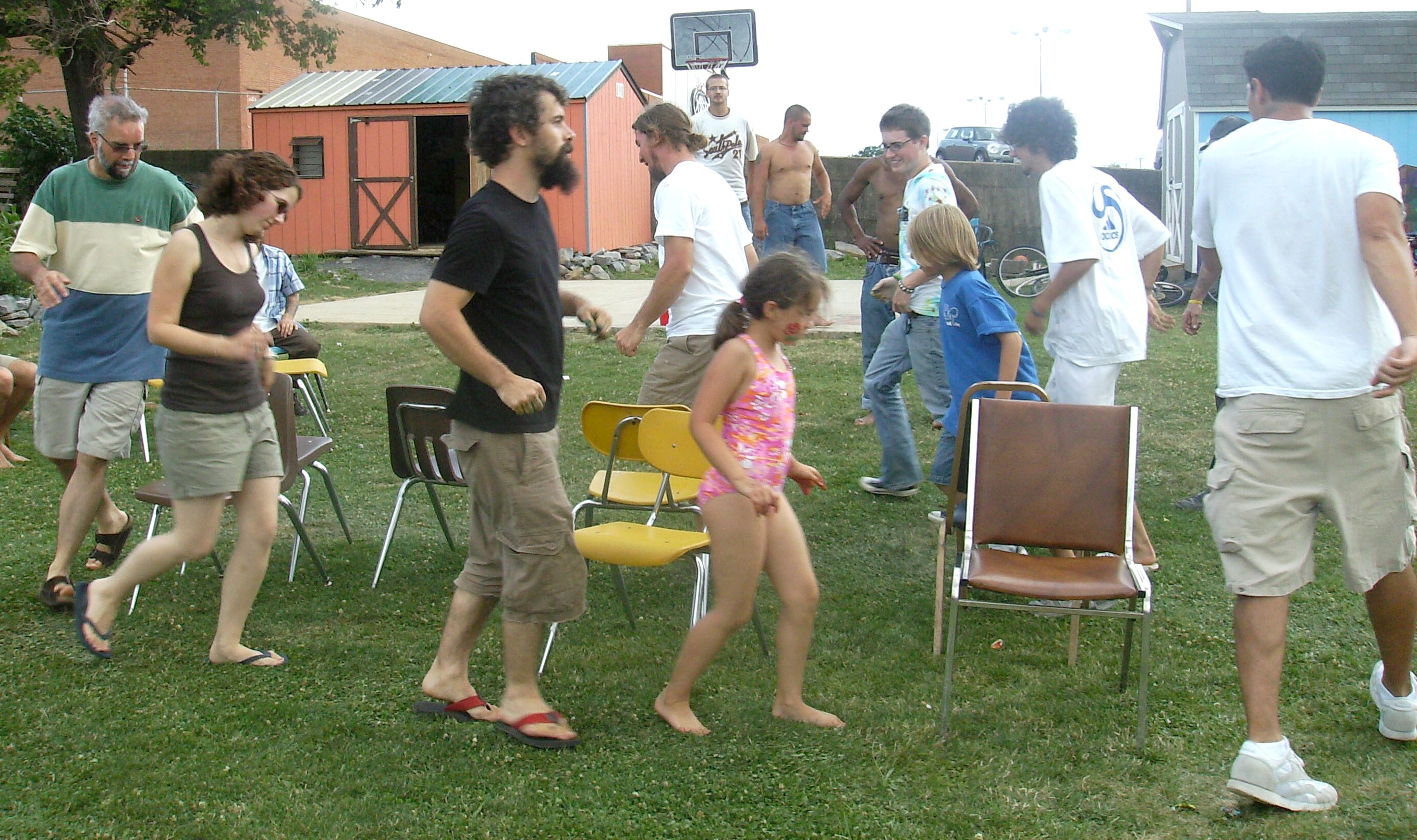
Pessoas brincando de dança das cadeiras

Dança das cadeiras é um jogo/brincadeira realizado para o divertimento de um grupo de pessoas, independente das suas idades.
O jogo consiste numa roda de cadeiras e outra de pessoas, sendo que o número de assentos deve ser sempre um a menos em relação aos indivíduos participantes. Coloca-se uma música para tocar enquanto as pessoas circulam em volta das cadeiras e quando a música parar, todos devem sentar em alguma cadeira. Quem não conseguir sentar, é eliminado e tira-se mais uma cadeira. Ganha quem sentar-se na última cadeira.

## Regras
As regras são simples, como:
- as cadeiras devem estar em círculos, sendo que a quantidade de assentos seja inferior ao número de participantes, na proporção de uma cadeira a menos do número de integrantes do jogo;
- é necessária uma música para iniciar a disputa. Com a música sendo tocada, todos os participantes têm que danças e andar (com as suas mãos nas costas) em redor do círculo de cadeiras e quando esta música para, repentinamente (uma pessoa é responsável pelo equipamento de som e será ele quem comandará a interrupção da música), todos os participantes irão, instantaneamente, procurar a cadeira mais próxima para sentar;
- o integrante do grupo que não conseguir sentar será desclassificado e levando com sigo uma cadeira, de forma que a proporção de indivíduos e cadeira se mantém e inicia-se uma nova rodada;
- o ganhador será o indivíduo que conseguir sentar-se na última rodada, isto é, aquela em que restarem apenas duas pessoas e uma cadeira;
- a disposição das cadeiras será diretamente relacionada com a quantidade de participantes, ou seja, forma-se um círculo e à medida que cada competidor saia, levando consigo uma cadeira, elas podem ser colocadas em duas fileiras, sempre uma de costas para as outras.